# Myiarchus stolidus
Myiarchus stolidus là một loài chim trong họ Tyrannidae.